# Saint-Léger-sous-la-Bussière
Saint-Léger-sous-la-Bussière este o comună în departamentul Saône-et-Loire, Franța. În 2009 avea o populație de 269 de locuitori.

## Evoluția populației
| An        | 1975 | 1982 | 1990 | 1999 | 2006 | 2009 |
| --------- | ---- | ---- | ---- | ---- | ---- | ---- |
| Populație | 297  | 278  | 276  | 256  | 265  | 269  |